# Separaspis proteae
Separaspis proteae är en insektsart som först beskrevs av Charles Kimberlin Brain 1918.  Separaspis proteae ingår i släktet Separaspis och familjen pansarsköldlöss. Inga underarter finns listade i Catalogue of Life.